# Palpomyia subalpina
Palpomyia subalpina är en tvåvingeart som beskrevs av Lee 1948. Palpomyia subalpina ingår i släktet Palpomyia och familjen svidknott. Inga underarter finns listade i Catalogue of Life.